# Leuctra ameliae
Leuctra ameliae är en bäcksländeart som beskrevs av Vinçon och Ravizza 1996. Leuctra ameliae ingår i släktet Leuctra och familjen smalbäcksländor. Inga underarter finns listade i Catalogue of Life.